# 床入り
床入り（とこいり）は、結婚初夜のしきたりのひとつ。

## 概略
小笠原流古式においては、寝所に、比翼枕、犬張子、乱箱、守刀、鶺鴒台などを置く。新夫婦は、角盥（つのだらい）に穂長（ほなが）と青石（あおいし）3つを入れ、手水を使い、新婦が先に、新郎が続いて床に入る。
これに先立って、床盃が行なわれる。

## 覗き
天皇や将軍の床入りの際、第三者が房中を監視するという風習があった。これは世継ぎが生まれた際の母親を特定するためとも、女性が処女であることを確認するためとも言われる。江戸の町衆は壁の薄い長屋などに住んでいたため、行為を覗かれることも日常であった。韓国でも伝統的に新婚初夜覗きの習慣がある。